# Franz von Schleussing
 (avril 2025).
Franz Wilhelm Adam von Schleussing, né le 11 juin 1809 à Modgarben (en) et mort le 5 décembre 1887 à Rastenburg, est un militaire, propriétaire terrien et homme politique prussien, membre du Parlement de Francfort de 1848 à 1849.

## Biographie
Fils du major et propriétaire terrien Franz Friedrich von Schleussing, Franz Wilhelm Adam von Schleussing naît le 11 juin 1809 à Modgarben (en) en Prusse-Orientale. Après des études au lycée (de) de la ville voisine de Rastenbourg, il devient à son tour propriétaire d'un domaine et entame sa carrière dans l'armée prussienne. Au sein du 1er détachement de chasseurs, basé à Rastenbourg, Schleussing est d'abord aspirant de 1830 à 1844, puis second lieutenant de 1844 à 1846 et premier lieutenant de 1846 à 1849. En 1846, il participe en outre au comité des fêtes chargé de préparer la célébration des trois cents ans du lycée de Rastenbourg.
En 1848, il est élu député au Parlement de Francfort dans la 10e circonscription de la province de Prusse, représentant l'arrondissement de Lötzen (de). Il prend ses fonctions le 18 mai et rejoint la fraction Casino (centre-droit). À partir du 5 juin, il prend part à la commission de l'armement du peuple et des affaires militaires (Ausschuß für Volksbewaffnung und Heerwesen) et, en mars de l'année suivante, il vote pour l'élection du roi de Prusse Frédéric-Guillaume IV comme empereur des Allemands.
Après avoir quitté l'assemblée le 17 mai 1849, il est nommé premier lieutenant dans le 3e bataillon de chasseurs à pied (de) à Lübben puis, en 1851, capitaine du 1er bataillon de chasseurs à pied à Braunsberg. Il quitte le service actif avec le grade de major en 1858 mais exerce encore la fonction de commandant du district militaire d'Insterbourg de 1860 à 1873. Il prend alors sa retraite à Rastenbourg où il meurt le 5 décembre 1887 à 78 ans.